# Hirose Taizan
Hirose Taizan (広瀬 臺山) est un peintre japonais des XVIIIe – XIXe siècles. Ses origines ne sont pas connues, né en 1751, il meurt en 1813.

## Biographie
Hirose est connu comme peintre à l'époque où se répand le mouvement Nanga (peinture de lettrés) après que le peintre Ike no Taiga lui donne son essor. Dès la fin du XVIIIe siècle, chaque région voit naître de nouveaux artistes et les liens noués au cours de nombreux voyages permettent à chacun de se forger un style en accord avec son tempérament. Mais le maniérisme guette la technique du Nanga qui devient une expression trop subjective et exagérément sophistiquée.

## Le nouveau styleNanga
À la fin de l'époque Yuan, les peintres lettrés, surtout les « Quatre Grands Maîtres » (Huang Gongwang, Ni Zan, Wu Zhen et Wang Meng, se distinguent par des paysages d'un style nouveau, assez proche du début des Song. Appuyés sur leur propre expérience de la nature, ces artistes se dégagent de la rigidité et de la surcharge qui caractérisent les œuvres des peintres académiques de l'école Tchō.Les montagnes sont modelées par des lignes fines et souples, au lieu des traits rigides et des touches au lavis, et les paysages embrassent une vision plus large, plus panoramique, que le « coin de nature » adopté par les successeurs de Ma Yuan. Les théoriciens donnent à ce nouveau style le nom de « peinture du Sud » (Nanga) en japonais, par opposition à la « peinture du Nord » qui désigne le style académique traditionnel des paysages des époques Song et Yuan.
Le mouvement du Nanga se répand rapidement dans tout le Japon. Parmi les disciples de Taiga, il faut citer Noro Kaiseki (1747-1828), Kuwayama Gyokushu (1746-1799), Hōhei (1750-1807). Chaque région voit naître de nombreux artistes dès la fin du XVIIIe siècle, Kushiro Unsen (1759-1811), Totoki Baigai (1749-1804), Hirose Taizan etc. Il faut noter d'ailleurs que ceux qui pratiquent le style Nanga au Japon ne sont pas toujours des lettrés tels qu'on les connaît en Chine, où les wen-jen appartiennent à une classe sociale élevée.
- Honolulu: (Acad. of Art):
  - Pavillon de lettrés et prunier en fleurs.